# Neu Baumburg
Die Burg Neu Baumburg, auch Neu-Bamberg, Neubamberg genannt, ist die Ruine einer Höhenburg oberhalb der Gemeinde Neu-Bamberg im Landkreis Bad Kreuznach in Rheinland-Pfalz.
Die Burg wurde kurz vor 1253 von den Raugrafen erbaut, 1253 als „Novum castrum apud Sarlesheim“ erwähnt und war 1283 im Besitz des Raugrafen Heinrich II. von Neuenbaumburg, dem Sohn von Raugraf Heinrich I.
Am 12. April 1338 wurde die Hälfte der Burg und des Dorfes von den Raugrafen für 1.300 Pfund Heller an Erzbischof Heinrich III. von Mainz verpfändet und am 11. März 1419 teilten sich Erzbischof Johann II. von Mainz und Graf Johann V. von Sponheim-Starkenburg die innere Burg.
Am 4. Julijul. / 14. Juli 1668greg. ließ Kurfürst Karl Ludwig von der Pfalz die Burg, die bereits in früheren Kriegen gelitten hatte, nach einer ihm persönlich auf einer Reise von dem kurmainzischen Keller Christoph Schiffmann verweigerten Öffnung der Burg endgültig zerstören. Der kriegerische Akt hatte diplomatische und juristische Auseinandersetzungen zwischen Kurfürst Johann Philipp von Mainz und Kurfürst Karl Ludwig von der Pfalz vor Kaiser Leopold I. und dem Reichskammergericht zur Folge.
Nach 1970 fanden aufwendige Restaurierungen mit teilweisen Aufmauerungen der Ruine statt.
Die Anlage der Burg besteht aus einer unregelmäßig rechteckigen Kernburg im Nordwesten und der tiefer liegenden Vorburg auf der Westseite. Östlich der Kernanlage steht die katholische Kirche St. Dionysius, die teilweise auf die mittelalterliche Burgkapelle zurückgeht.